# Dango (wydawnictwo)
Dango – polskie wydawnictwo specjalizujące się w komiksie japońskim. Powstało w 2015 roku w Rosnowie z inicjatywy Martyny Raszki i zadebiutowało na rynku wydawniczym rok później, wydając jednotomowe Monster Petite Panic autorstwa Neko Kandy.

## Polityka i działalność wydawnicza
Początkowo Dango wydawało wyłącznie mangi z gatunku boys' love. Stosunkowo szybko, bo już w 2017 roku wzbogaciło swoją ofertę wydawniczą o inną tematykę, wprowadzając na polski rynek jednotomowe yuri Granicę twojej miłości oraz wciąż publikowaną serię Kompleks sąsiada, wymienianą wśród wydawniczych hitów. Obecnie wydawnictwo nie posiada stałej strategii, jeśli chodzi o dobór gatunków czy widowni. Oprócz wymienianych już mang boy’s love, w swojej ofercie posiada również szeroki wybór innej tematyki. Począwszy od 2018 roku utrzymywane jest tempo wydawania kilku tomików miesięcznie. Utrzymuje współpracę ze znanymi wydawcami japońskimi, m.in. Hakusenshą, Hobunshą, Square Enix czy Shogakukanem.
Od 2020 roku Dango zaangażowane jest w działalność charytatywną, przekazując część utargu ze swoich mang na rzecz fundacji prozwierzęcych.
Wraz z publikacją mangi Kwiat i królik Dango utworzyło imprint wydawniczy „mochiko by Dango”, w ramach którego publikowane są nowe tytuły z gatunku boys' love. Mangi spod tego szyldu ukazują się niezależnie od terminarza wydawniczego. Wielotomowe mangi boys' love, które ukazały się przed powstaniem imprintu, nadal wychodzą w ramach głównej linii wydawniczej.

## Publikacje
| Tytuł                                        | Data polskiego wydania, lata wydawania | Liczba tomów | Uwagi |
| -------------------------------------------- | -------------------------------------- | ------------ | --- |
| Monster Petite Panic                         | 2016                                   | 1            | |
| Usłyszeć ciepło słońca                       | 2016                                   | 1            | tytuł jest częścią cyklu o tej samej nazwie |
| Yamada i chłopak                             | 2016                                   | 1            | |
| Slow starter                                 | 2017                                   | 1            | |
| Granica twojej miłości                       | 2017                                   | 1            | |
| Usłyszeć ciepło słońca -Teoria szczęścia-    | 2017                                   | 1            | tytuł jest częścią cyklu Usłyszeć ciepło słońca |
| Caste Heaven                                 | 2017-                                  | 7+           | |
| Przy wspólnym stole                          | 2017                                   | 1            | |
| Canis -Dear mr. Rain-                        | 2017                                   | 1            | tytuł jest częścią cyklu Canis |
| Kompleks sąsiada                             | 2017–                                  | 4+           | |
| Canis – Dear mr. Hatter-                     | 2017–2018                              | 2            | tytuł jest częścią cyklu Canis |
| To nie tak, że cię kocham                    | 2017                                   | 1            | |
| Coyote                                       | 2018–                                  | 3+           | |
| Usłyszeć ciepło słońca -Limit-               | 2018–2020                              | 3            | tytuł jest częścią cyklu Usłyszeć ciepło słońca |
| Historia o miłości                           | 2018–                                  | 2+           | |
| Chcę zjeść twoją trzustkę                    | 2018                                   | 2            | |
| Uśmiechnij się do mnie                       | 2018                                   | 1            | |
| Bracia z ulicy                               | 2018–2020                              | 3            | |
| Zakochany we śnie                            | 2018                                   | 1            | |
| Rodzeństwo Furo                              | 2018                                   | 1            | |
| Młodość dla opornych                         | 2018                                   | 2            | |
| Śmiech na krańcu świata                      | 2018                                   | 1            | |
| Raz na dole, raz na górze                    | 2018                                   | 1            | |
| Zbyt pijany na miłość                        | 2018–2019                              | 2            | |
| Alkohol i papierosy                          | 2018                                   | 1            | |
| Beztroski kemping                            | 2019–                                  | 12+          | |
| Marcowy lew                                  | 2019-                                  | 16+          | manga zdobyła główną nagrodę 18. edycji Nagrody Kulturalnej im. Osamu Tezuki oraz główną nagrodę w kategorii manga w 24. edycji Japan Media Arts Festival |
| Rouge                                        | 2019                                   | 1            | |
| Prawdziwa bestia                             | 2019–                                  | 14+          | |
| Czerwień i czerń                             | 2019                                   | 2            | |
| Kronika wojny o świętą pieczęć               | 2019–2020                              | 7            | |
| Coś między nami                              | 2019                                   | 1            | |
| Nasze marzenia o zmierzchu                   | 2019–2020                              | 4            | |
| Kwiat i królik                               | 2020                                   | 1            | mochiko by Dango |
| Miłość w twoich oczach                       | 2020                                   | 1            | mochiko by Dango |
| Kiedy morska bryza tuli pisklę do snu        | 2020                                   | 1            | mochiko by Dango |
| Dwa lwy                                      | 2020                                   | 1            | mochiko by Dango |
| Miłość uwięziona w czasie                    | 2020                                   | 2            | |
| Głodni bez ustanku                           | 2020                                   | 1            | |
| Staromodna babeczka                          | 2020                                   | 1            | mochiko by Dango |
| Sekret Madoki                                | 2020                                   | 1            | |
| Przemiana w jaśniepana                       | 2020–2021                              | 3            | |
| Niepewne serca                               | 2021                                   | 2            | |
| Zjedzona przez demona?                       | 2021                                   | 1            | |
| Blue! Blue! Blue!                            | 2021                                   | 1            | mochiko by Dango |
| Ostatnia gra                                 | 2021                                   | 1            | mochiko by Dango |
| Świat do góry nogami                         | 2021-                                  | 2            | mochiko by Dango, kontynuacja Ostatniej gry |
| Gal i Bocchi                                 | 2021                                   | 2            | |
| Gra uczuć                                    | 2021                                   | 1            | mochiko by Dango |
| Miłość na ostatniej stacji                   | 2021                                   | 1            | |
| Historia o niekończącym się nieszczęściu     | 2021                                   | 1            | mochiko by Dango |
| Kiedy yakuza zostaje niańką                  | 2021–                                  | 5+           | |
| Śnieżny chłopak i cool dziewczyna            | 2021–                                  | 3+           | |
| Pod przykrywką                               | 2021                                   | 1            | mochiko by Dango |
| Mój Policjant                                | 2021–                                  | 1+           | mochiko by Dango |
| Dead Mount Death Play                        | 2021–                                  | 2+           | |
| Gniazdo miłości                              | 2021-2022                              | 3            | |
| Miłosna historia o nieszczęściu i grze uczuć | 2021                                   | 1            | |
| Niepokonana Jahy                             | 2021–                                  | 2+           | |
| Piekło bez kwiatów                           | 2021–                                  | 3+           | |
| Recepta na niekończące się nieszczęście      | 2021                                   | 1            | |
| Służąca z piekła rodem                       | 2022–                                  |              | |